# Le Haricot
Pour plus de détails, voir Fiche technique et Distribution.
Le Haricot est un film français réalisé par Edmond Séchan, sorti en 1962.

## Synopsis
Une vieille dame prend soin d'un germe de haricot. Un jour, elle va planter sa pousse au jardin des Tuileries.

## Fiche technique
- Titre : Le Haricot
- Réalisation : Edmond Séchan
- Scénario : Edmond Séchan
- Musique : Francis Seyrig
- Photographie : Guy Delattre et Georges Goudard
- Montage : Andrée Werlin
- Société de production : CAPAC
- Pays :  France
- Genre : Comédie dramatique
- Durée : 17 minutes
- Dates de sortie : 
  -  Royaume-Uni : 1962
  -  France : mai 1963 (Festival de Cannes)

## Distribution
- Marie Marc : la vieille dame

## Distinctions
Le film a reçu la Palme d'or du court métrage lors du Festival de Cannes 1963 ex aequo avec À fleur d'eau.